# Ophiorrhiza sorsogonensis
Ophiorrhiza sorsogonensis är en måreväxtart som beskrevs av Adolph Daniel Edward Elmer. Ophiorrhiza sorsogonensis ingår i släktet Ophiorrhiza och familjen måreväxter. Inga underarter finns listade i Catalogue of Life.